# Núria Calduch-Benages
Nuria Calduch-Benages (* 26. März 1957 in Barcelona) ist eine spanische Bibelwissenschaftlerin. Seit 2021 ist sie Sekretärin der Päpstlichen Bibelkommission.

## Leben
Núria Calduch-Benages studierte anglo-germanische Philologie an der Autonomen Universität Barcelona und wurde in Bibelwissenschaften bei Isidre Gomà i Civit am Päpstlichen Bibelinstitut in Rom promoviert.
Calduch-Benages ist seit 2010 Professorin für Altes Testament und biblische Anthropologie an der Päpstlichen Universität Gregoriana in Rom und Gastprofessorin am Päpstlichen Bibelinstitut. Zudem ist sie Redakteurin bei der Zeitschrift „Biblica“ am Päpstlichen Bibelinstitut, Vizepräsidentin der ISDCL (International Society for the Study of Deuterocanonical and Cognate Literature), Berater am Kardinal-Bea-Zentrum für Jüdische Studien an der Gregoriana, Mitglied des Redaktionskomitees der Reihe DCLY (Deuterocanonical and Cognate Literature Yearbook) in Berlin/New York und VTSup (Vetus Testamentum Supplements)in Leiden, Niederlande. Sie ist Mitglied des Beirats für Bibelstudien in San Dámaso, Madrid.
Seit 2014 ist sie Mitglied der Päpstlichen Bibelkommission und Mitglied der Kommission für das Studium des Diakonats der Frauen, die 2016 von Papst Franziskus ins Leben gerufen wurde. Papst Franziskus ernannte sie am 9. März 2021 zur Sekretärin der Päpstlichen Bibelkommission. Nuria Calduch-Benages ist Stellvertreterin von Luis Kardinal Ladaria, der nicht nur Leiter der Bibelkommission, sondern auch Präfekt der Kongregation für die Glaubenslehre ist. Am 28. Oktober 2021 berief sie Papst Franziskus zudem zur Konsultorin der Kongregation für die Glaubenslehre.
Sie hat zahlreiche Werke veröffentlicht und ist Autorin von rund 250 wissenschaftlichen und populärwissenschaftlichen Artikeln, insbesondere über die alttestamentliche Weisheitsliteratur des Volkes Israel. Sie war beteiligt an den Vorbereitungsarbeiten der interkonfessionellen katalanischen Bibel (Bíblia Catalana Interconfessional), der neuen Ausgabe der Jerusalemer Bibel, der Bibel der spanischen Bischofskonferenz und der Bibbia Vita, Verità e Vita. Sie ist Mitglied der ABE (Asociación Bíblica Española), der ABC (Associació de biblistes de Catalunya), der ABI (Associazione Biblica Italiana), der CBA (Catholic Biblical Association), der CTI (Coordinamento di Teologhe italiane) und der SBL (Society of Biblical Literature).
Christl M. Maier, evangelische Alttestamentlerin an der Universität Marburg, und Nuria Calduch-Benages erhielten für ihr Werk „Die Bibel und die Frauen. Eine exegetisch-kulturgeschichtliche Enzyklopädie“ 2011 den Leonore-Siegele-Wenschkewitz-Preis.

## Schriften
- mit Christl M. Maier: Hebräische Bibel – Altes Testament, Verlag Kohlhammer 2013, ISBN 978-3-17-023413-0
- Wisdom for Life, De Gruyter 2014, ISBN 978-3-11-030162-5
- For Wisdom’s Sake, De Gruyter 2021, ISBN 978-3-11-048650-6